# Tanjungrejo (Wirosari)
Tanjungrejo is een bestuurslaag in het regentschap Grobogan van de provincie Midden-Java, Indonesië. Tanjungrejo telt 5538 inwoners (volkstelling 2010).